# よるおびドラマ
『よるおびドラマ』は、TBSテレビにて2021年 - 2023年の10月 - 12月に毎週火曜日 - 金曜日の0:40 - 0:55 （JST、月曜日 - 木曜日深夜、2023年は火・金曜日は0:26 - 0:41）に放送されていた深夜の帯ドラマ枠およびその冠タイトルである。
2021年10月12日（11日深夜）から12月17日（16日深夜）まで第1期
、2022年10月11日（10日深夜）から12月16日（15日深夜）まで第2期として放送。2023年10月17日（16日深夜）から12月22日（21日深夜）まで第3期として放送された。

## 概要
2021年10月改編により、TBSテレビ開局以来初となる深夜時間帯での帯ドラマ枠として新設された。民放の帯ドラマ枠としては2020年3月で終了したテレビ朝日系列の『帯ドラマ劇場』以来、1年半ぶりとなる。
放送期間中は本枠の設置に伴い、実質的な枠廃止までの深夜バラエティ枠『テッペン!』枠および現在のそれに相当する放送枠（前日23:56 - 0:55）が15分縮小される。
『この初恋はフィクションです』が第一弾として放送され、以降も同局で放送されているオーディション番組『TBSスター育成プロジェクト 私が女優になる日_』の優勝者が主演を務める形で2022年、2023年も10月 - 12月に放送されたが、2024年3月31日に『私が女優になる日_』が終了し、同年は本枠も編成されなかった。

## 放送作品
いずれも原案・企画は秋元康が務める。

### 2021年
この初恋はフィクションです
- 放送期間：10月12日 - 12月17日
- 脚本：徳尾浩司
- 出演：飯沼愛、坂東龍汰、飯塚悟志（東京03）、矢田亜希子、坂井真紀 ほか

### 2022年
差出人は、誰ですか?
- 放送期間：10月11日 - 12月16日
- 脚本：藤平久子、濱田真和、灯敦生
- 出演：幸澤沙良、櫻井海音、藤原大祐 ほか

### 2023年
Maybe 恋が聴こえる
- 放送期間：10月17日 - 12月22日
- 脚本：池田奈津子
- 出演：大和奈央、橋本涼（HiHi Jets / ジャニーズJr.） ほか

## ネット局

### 第1期
| 放送対象地域   | 放送局                    | 系列    | 放送期間                        | 放送時間                                                                       | ネット状況 | 備考       |
| -------------- | ------------------------- | ------- | ------------------------------- | ------------------------------------------------------------------------------ | ---------- | ---------- |
| 関東広域圏     | TBSテレビ（TBS）          | TBS系列 | 2021年10月12日 - 2021年12月17日 | 火曜 - 金曜 0:40 - 0:55（月曜 - 木曜深夜）                                     | 【制作局】 | 【制作局】 |
| 北海道         | 北海道放送（HBC）         | TBS系列 | 2021年10月12日 - 2021年12月17日 | 火曜 - 金曜 0:40 - 0:55（月曜 - 木曜深夜）                                     | 同時ネット |            |
| 青森県         | 青森テレビ（ATV）         | TBS系列 | 2021年10月12日 - 2021年12月17日 | 火曜 - 金曜 0:40 - 0:55（月曜 - 木曜深夜）                                     | 同時ネット |            |
| 岩手県         | IBC岩手放送（IBC）        | TBS系列 | 2021年10月12日 - 2021年12月17日 | 火曜 - 金曜 0:40 - 0:55（月曜 - 木曜深夜）                                     | 同時ネット |            |
| 山形県         | テレビユー山形（TUY）     | TBS系列 | 2021年10月12日 - 2021年12月17日 | 火曜 - 金曜 0:40 - 0:55（月曜 - 木曜深夜）                                     | 同時ネット |            |
| 福島県         | テレビユー福島（TUF）     | TBS系列 | 2021年10月12日 - 2021年12月17日 | 火曜 - 金曜 0:40 - 0:55（月曜 - 木曜深夜）                                     | 同時ネット |            |
| 鳥取県・島根県 | 山陰放送（BSS）           | TBS系列 | 2021年10月12日 - 2021年12月17日 | 火曜 - 金曜 0:40 - 0:55（月曜 - 木曜深夜）                                     | 同時ネット |            |
| 岡山県・香川県 | RSK山陽放送（RSK）        | TBS系列 | 2021年10月12日 - 2021年12月17日 | 火曜 - 金曜 0:40 - 0:55（月曜 - 木曜深夜）                                     | 同時ネット |            |
| 広島県         | 中国放送（RCC）           | TBS系列 | 2021年10月12日 - 2021年12月17日 | 火曜 - 金曜 0:40 - 0:55（月曜 - 木曜深夜）                                     | 同時ネット |            |
| 福岡県         | RKB毎日放送（rkb）        | TBS系列 | 2021年10月12日 - 2021年12月17日 | 火曜 - 金曜 0:40 - 0:55（月曜 - 木曜深夜）                                     | 同時ネット |            |
| 熊本県         | 熊本放送（RKK）           | TBS系列 | 2021年10月19日 - 不明           | 火曜 - 木曜（月曜 - 水曜深夜）0:40 - 0:55金曜（木曜深夜）0:53 - 1:08           | 遅れネット |            |
| 愛媛県         | あいテレビ（itv）         | TBS系列 | 2021年10月19日 - 不明           | 火曜（月曜深夜）1:29 - 1:59木曜（水曜深夜）1:00 - 1:30                         | 遅れネット | [ 注 2 ]   |
| 長野県         | 信越放送（SBC）           | TBS系列 | 2021年10月19日 - 不明           | 火曜（月曜深夜）1:52 - 2:37木曜（水曜深夜）1:57 - 2:12                         | 遅れネット | [ 注 3 ]   |
| 富山県         | チューリップテレビ（TUT） | TBS系列 | 2021年10月24日 - 不明           | 日曜（土曜深夜）1:28 - 1:58                                                    | 遅れネット | [ 注 4 ]   |
| 宮城県         | 東北放送（tbc）           | TBS系列 | 2021年10月26日 - 不明           | 火曜・水曜（月曜・火曜深夜）1:30 - 1:45木曜（水曜深夜）1:30 - 2:00             | 遅れネット | [ 注 6 ]   |
| 石川県         | 北陸放送（MRO）           | TBS系列 | 2021年10月26日 - 不明           | 火曜・木曜（月曜・水曜深夜）0:45 - 1:00水曜・金曜（火曜・木曜深夜）1:25 - 1:40 | 遅れネット |            |
| 静岡県         | 静岡放送（SBS）           | TBS系列 | 2021年10月26日 - 不明           | 火曜（月曜深夜）1:10 - 2:10                                                    | 遅れネット | [ 注 7 ]   |
| 山梨県         | テレビ山梨（UTY）         | TBS系列 | 2021年10月28日 - 不明           | 木曜（水曜深夜）0:45 - 1:45                                                    | 遅れネット | [ 注 7 ]   |
| 中京広域圏     | CBCテレビ（CBC）          | TBS系列 | 2021年10月28日 - 不明           | 木曜・金曜（水曜・木曜深夜）2:05 - 2:35                                        | 遅れネット | [ 注 8 ]   |

### 第2期
| 放送期間                      | 放送時間                                                               | 放送局         | 対象地域   | 備考        |
| ----------------------------- | ---------------------------------------------------------------------- | -------------- | ---------- | ----------- |
| 2022年10月11日 - 12月16日     | 火曜 - 金曜（月曜 - 木曜深夜）0:40 - 0:55                              | TBSテレビ      | 関東広域圏 | 制作局      |
|                               |                                                                        | IBC岩手放送    | 岩手県     |             |
|                               |                                                                        | テレビユー福島 | 福島県     |             |
|                               |                                                                        | RKB毎日放送    | 福岡県     |             |
| 2022年10月21日 - 12月27日     | 金曜（木曜深夜）0:41 - 1:41                                            | 信越放送       | 長野県     | 4話連続放送 |
| 2022年10月21日 - 12月22日     | 金曜（木曜深夜）1:56 - 2:56                                            | 北海道放送     | 北海道     | 4話連続放送 |
| 2022年10月23日 - 12月24日     | 日曜（土曜深夜）1:28 - 2:28                                            | 東北放送       | 宮城県     | 4話連続放送 |
|                               |                                                                        | 中国放送       | 広島県     | 4話連続放送 |
| 2022年10月25日 - 12月26日     | 火・水・金曜（月・火・木曜深夜）2:10 - 2:25木曜（水曜深夜）2:20 - 2:35 | 静岡放送       | 静岡県     |             |
| 2022年10月26日 - 12月27日     | 水曜（火曜深夜）0:45 - 1:45                                            | 熊本放送       | 熊本県     | 4話連続放送 |
|                               | 水曜（火曜深夜）1:54 - 2:54                                            | CBCテレビ      | 中京広域圏 | 4話連続放送 |
| 2022年10月27日 - 2023年1月5日 | 木曜（水曜深夜）1:15 - 2:15                                            | 北陸放送       | 石川県     | 4話連続放送 |
| 2022年10月29日 -              | 土曜（金曜深夜）0:20 - 1:20                                            | 南日本放送     | 鹿児島県   | 4話連続放送 |